# Göta-kanal
Göta-kanal je kanal koji protječe kroz švedsku oblast Götaland. Kanal je dug 190,5 km, od kojih je 87,3 km ručno iskopano. Zajedno s Trollhätte kanalom, Göta älvom i Göta kanalom dobiven je vodeni put dug oko 390km koji polovi Švedsku i moguće je njim ploviti od Baltičkog mora do švedske zapadne obale i obrnuto.
Göta kanal se proteže od gradića Sjötorpa nedaleko grada Mariestada, na istočnoj obali jezera Vänern kroz manja jezera Boren, Roxen i Viken sve do dvorca Mem kod Söderköpinga i ulijeva se u Baltičko more. Na ovoj ruti se nalazi 58 brana, od kojih su dvije u Tåtorpu i Borensbergu ručne, dok su ostale automatizirane. Duž kanale se također nalaze dva akvadukta, jedan u Ljungsbrou i jedan u predgrađu Borensberga. Göta kanal se smatra jednim od najvećih švedskih građevinskih projekata svih vremena.
12. travnjaa 1810. grof Baltzar von Platen dobio je dozvolu za gradnju kanala. Zajedno s arhitektom Thomasom Telfordom odredio je putanju i nacrt kanala. Zamisao je bila da brodovi, koji su morali ploviti preko Öresundskog tjesnaca i danskih voda do Baltičkog mora, izbjegnu plaćanje carine tzv. Öresundstullen Danskoj tako što će ploviti kroz švedsko područje sve do mora.
Kanal je otvoren 26. rujna 1832. Ukupan trošak izgradnje kanala je iznosio 9 mil. riksdalera (valuta iz 16. vijeka), što bi bilo oko 13,5 milijardi švedskih kruna (vrijednost 2005). 58.000 vojnika iz 16 raznih pukovnija (regimenata) je učestvovalo u gradnji kanala. Njihov udio je iznosio oko 7 milijuna dnevnica, a jedna dnevnica je trajala 12 sati. Važno je napomenuti da su sva iskopavanja obavljana ručno. Kanal je bio završen tek nekoliko decenija prije izgradnje željeznice u Švedskoj. 
Kanal je postao popularna turistička atrakcija. Potrebna su četiri dana da bi se proputovalo duž čitavog kanala. Uvedene su i turističke linije Stockholm - Göteborg kroz kanal.

## Galerija
- Glavni ured Göta kanala u Motali
- Luka za goste nedaleko jezera Roxen
- Ispražena prevodnica nedaleko Linköpinga

## Vanjske poveznice
- Službena stranica Göta kanala
- Info o kanalu